# Sayh al Uhaymir 169
Sayh al Uhaymir 169, eller SaU 169, är en meteorit som upptäcktes i Sayh al Uhaymir i Oman den 16 januari 2002. Den hittades av E. Gnos, B. A. Hofmann och A. Al-Kathiri från Natural History Museum i Bern (NMB), Schweiz.

## Namngivning
Sayh al Uhaymir 169 erhöll namn efter upptäcktsplatsen och ett nummer. Numret är ett treställigt ordningsnummer, 169 för det 169:e fyndet.

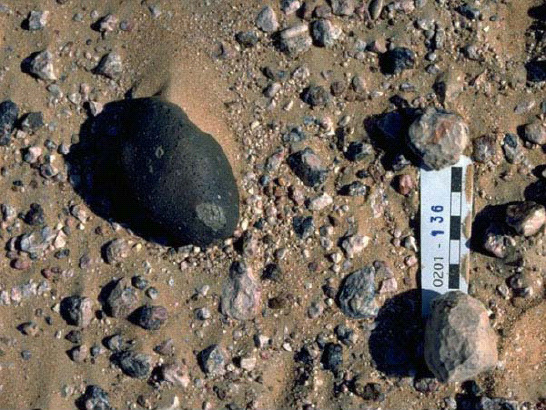
Meteoriten fotograferad vid fyndplatsen.

## Beskrivning
Meteoriten är en grå-grön rundad sten, med en vikt av 206,45 gram. Dess mått är 70 x 43 x 40 millimeter.
Stenen består av smält breccia, med hög koncentration av torium och har daterats till 3,9 miljarder år, vilket kan innebära att den uppstod när Mare Imbrium bildades. Stenen har varit med om fyra meteoritnedslag på månen och knutits till Lalande-kratern. Det fjärde nedlaget skedde senare än för 0,34 miljarder år sedan och ledde till att stenen hamnade ute i rymden. Meteoriten föll till jorden för högst 9700 år sedan.
En kemisk analys av stenen har gett följande innehåll: 45,15 % SiO2, 15,88 % Al2O3, 11,09 % MgO, 10,67 % FeO, 10,16 % CaO, 2,21 % TiO2, 1,14 % P2O5, 0,98 % Na2O, 0,54 % K2O, 0,33 % S, 0,14 % MnO.